# Robert Young (chitarrista)
Robert Young (Glasgow, 19 novembre 1964 – Hove, 9 settembre 2014) è stato un chitarrista e bassista britannico.
Ha fatto parte dei Primal Scream dal 1984 al 2006.

## Biografia
Young conobbe Bobby Gillespie quando entrambi erano studenti della Kings Park Secondary School di Glasgow e nel 1984 entrò, insieme ad Andrew Innes, a far parte dei Primal Scream, inizialmente come bassista e poi come chitarrista. Ha collaborato alla realizzazione di tutti i dischi della band fino al 2006, compreso il noto album Screamadelica (1991).
Young entrò nei Primal Scream dopo la pubblicazione del disco Sonic Flower Groove (1987) e l'abbandono del chitarrista Jim Beattie.
Ha suonato il basso per l'album dei Felt Me and a Monkey on the Moon del 1989. 
Nel 2006 lasciò la band per motivi personali, dopo la pubblicazione del disco Riot City Blues, uscito il 5 giugno di quell'anno. 
Nel pomeriggio del 9 settembre 2014, all'età di 49 anni, viene trovato morto nella sua abitazione di Hove, nell'East Sussex. La sua morte, avvenuta per cause sospette, viene annunciata due giorni più tardi. 
Dopo la sua morte Gillespie e Andrew hanno scritto quanto segue:
Abbiamo perso il nostro compagno e fratello Robert Young. Un uomo bellissimo, profondamente appassionato. È stato un talento insostituibile, molto ammirato dai suoi colleghi, nelle parole di Johnny Marr "Throb con la sua Les Paul gold top era imbattibile". Era un vero rock & roller. Aveva tatuato sul braccio 'Cuore & Anima' e sono certo che lo avesse tatuato anche sul suo cuore. Una volta mi disse: "Quando saliamo sul palco è una guerra tra noi e il pubblico". Non ha mai abbandonato quel modo di essere.